# Made in Italy (Davide De Marinis)
Made in Italy è una raccolta del cantautore italiano Davide De Marinis, pubblicata nel 2004 su etichetta EMI.

## Tracce
1. Troppo bella
2. Chiedi quello che vuoi
3. Cambiare aria
4. I sentimenti nascono
5. Non mi basti mai
6. Gino
7. La pancia
8. Fuori moda
9. Con le dovute percauzioni
10. Ahi Ahi
11. Solo in città
12. Non ti nascondere
13. Se davvero
14. Non mi basti mai (2001 version)
15. Quello che ho